# ユニバースクリエイト
株式会社ユニバースクリエイト（Universe Create Inc.）は、福岡県福岡市中央区天神に本社を構えるアソウ・ヒューマニーセンターグループの一企業。若年者（主に大学生）を対象とした人材派遣・新卒採用支援・大学就職課支援を行う人材サービス企業。

## 概要
- 代表者　中島彰彦
- 本社所在地　福岡県福岡市中央区天神2-8-41
- 事業所　福岡本社・東京支店

## 事業内容

### 新卒採用支援事業
- 新卒紹介
- 求人広告サービス
- 採用コンサルティングサービス
- 採用業務のアウトソーシング
- パンフレット・採用サイト・動画等の採用ツールの企画・制作

### 大学支援事業
- 就職課委託サービス(セカンドキャンパス)
- 合同説明会運営代行
- 就職相談員派遣
- 就職セミナー・ガイダンス

### 留学支援事業
- 語学留学エージェント

### 中途採用支援事業
- 人材紹介
- 求人広告サービス

### 派遣事業
- 一般労働者派遣

## 許認可番号
- 一般労働者派遣 （般）40-300006
- 有料職業紹介事業 40-ユ-300001

## グループ関連会社
- アソウ・ヒューマニーセンターグループ
  - アソウ・ヒューマニーセンター
  - アソウ・アルファ
  - アソウ・アカウンティングサービス
  - アソウ・システムソリューション
  - 福利厚生倶楽部九州
  - ヒューマンエナジー研究所
- 他、麻生グループ82社